# 早掘り筍
早掘り筍（はやほりたけのこ）とは、地上に芽を出す前に収穫され生産される早期掘りの筍のこと。時期的には正月から３月までに収穫される。